# Tarandíne
Tarandíne ist ein Dialekt des Italienischen (siehe Süditalienisch), der in der südostitalienischen Stadt Tarent sowie im nördlichen Teil der Provinz Tarent (Region Apulien) von ca. 300.000 Menschen gesprochen wird. Die meisten der Sprecher leben in der Stadt Tarent. Außerhalb Europas wird Tarandíne auch von wenigen Italo-Amerikanern, vor allem in Kalifornien, gesprochen.